# ادموندو ده آمیچیس
ادموندو ده آمیچیس (انگلیسی: Edmondo De Amicis; زاده ۲۱ اکتبر ۱۸۴۶ – درگذشته ۱۱ مارس ۱۹۰۸) رمان‌نویس، روزنامه‌نگار، نویسنده داستان کوتاه و شاعر اهل ایتالیا بود.
از آثار مشهور این نویسنده می‌توان به رمانی برای کودکان به نام رمان قلب اشاره کرد.

## آغاز کار و حرفه
او در اونیا (امروزه بخشی از شهر ایمپریا) به دنیا آمد، به آکادمی نظامی مودنا رفت و افسر ارتش در پادشاهی جدید ایتالیا شد. ادموندو در نبرد کوستوزا  در طی جنگ سوم استقلال شرکت کرد. شکست نیروهای دودمان ساوی در برابر امپراتوری اتریش، او را ناامید کرد که باعث شد از زندگی نظامی دست بکشد.  
در فلورانس، او اولین اثر خود را در مورد، تجربه خط مقدم خود، نوشت و اولین بار توسط مجله وزارت دفاع، منتشر شد. در سال ۱۸۷۰، او به کارکنان مجله ملت (La Nazione) در رم پیوست.   

## سال‌های پایانی
سالهای آخر عمر او با تراژدی همراه بود و در گوشه‌نشینی سپری شد. مرگ مادرش و مشکلاتی که با همسرش داشت، باعث شد پسرش خودکشی کند و شوکه شدیدتری به ادموندو وارد شد.